# لغة أقليات

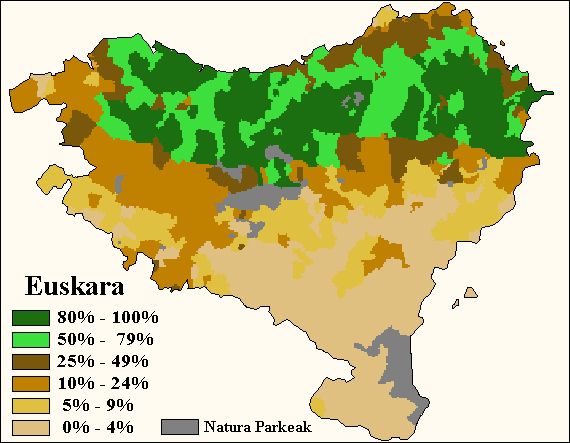

لغة أقليات هي لغة تستعمل من قبل أقلية في منطقة ما ولها استعمال رسمي بالدولة في التعليم و مؤسسات الدولة المختلفة.
تعرفها الوثيقة الأوروبية للغات الأقليات بأنها:
1. تستعمل بشكل تاريخي في منطقة أو دولة ذات سيادة من قبل مجموعة أقل عددا من المجموعة العرقية الأكبر عدديا في هذه الدولة.
2. تختلف عن اللغة/اللغات الرسمية في تلك الدولة.

من أمثلة لغات الأقليات في الشرق الأوسط: الكردية والسريانية والتركمانية في العراق والعربية في إسرائيل.